# Benjamin Huger (Politiker)

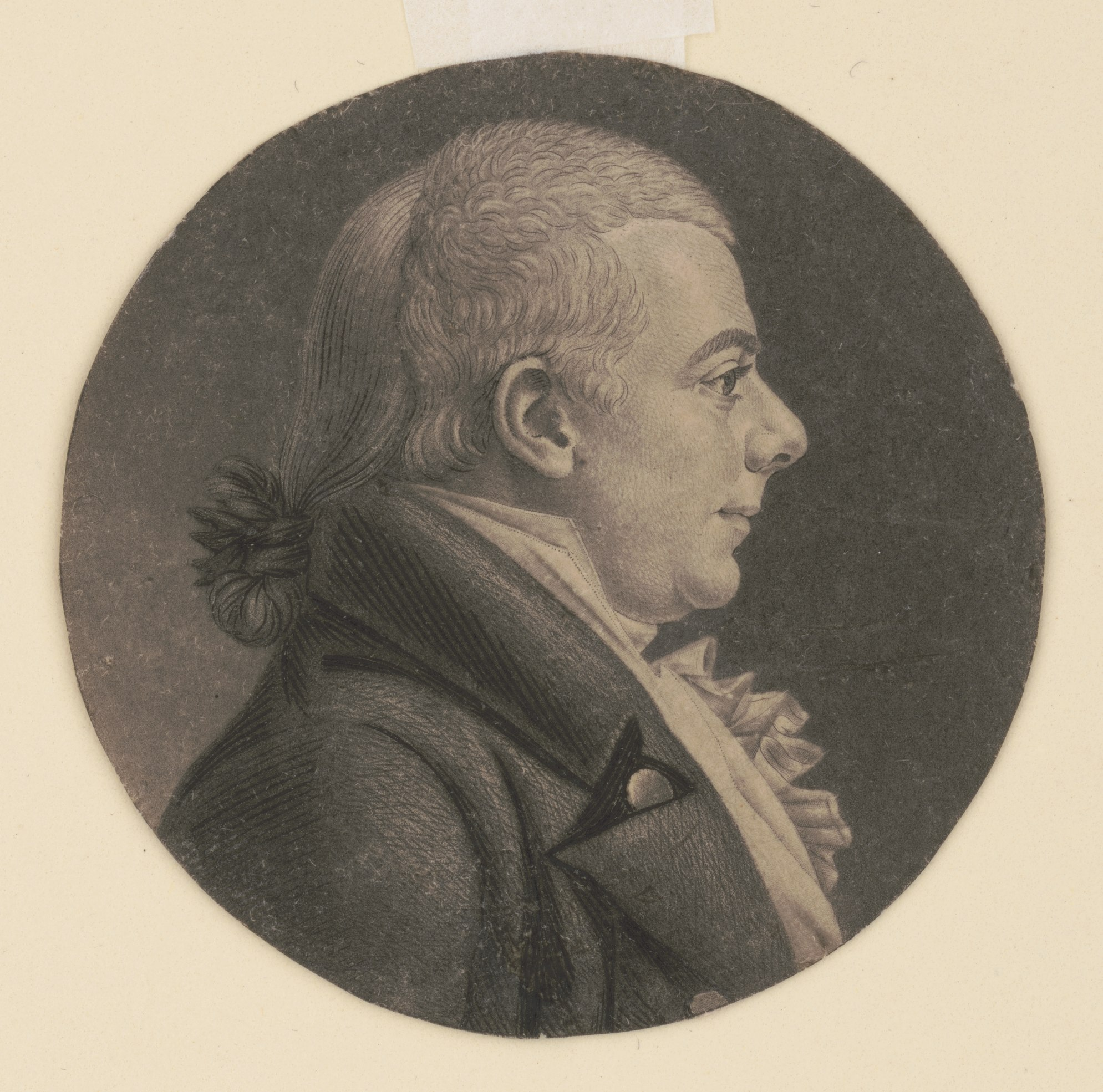
Benjamin Huger

Benjamin Huger (* 1768 in Charleston, Province of South Carolina; † 7. Juli 1823 bei Georgetown, South Carolina) war ein US-amerikanischer Politiker. Zwischen 1799 und 1805 sowie nochmals von 1815 bis 1817 vertrat er den Bundesstaat South Carolina im US-Repräsentantenhaus.

## Werdegang
Benjamin Huger erhielt eine gute Grundschulausbildung und wurde dann im Reisanbau tätig. Am Waccamaw River betrieb er eine entsprechende Plantage. Seit 1796 wurde er auch als Mitglied der von Alexander Hamilton gegründeten Föderalistischen Partei politisch aktiv. Zwischen 1796 und 1798 war er Abgeordneter im Repräsentantenhaus von South Carolina.
1798 wurde er im dritten Wahlbezirk von South Carolina in das US-Repräsentantenhaus gewählt. Dort trat er am 4. März 1799 die Nachfolge von Lemuel Benton an. Nach zwei Wiederwahlen konnte er bis zum 3. März 1805 drei Legislaturperioden im Kongress absolvieren. In dieser Zeit wurde die Bundeshauptstadt nach Washington, D.C. verlegt. 1803 wurde das Staatsgebiet der Vereinigten Staaten durch den Louisiana Purchase von Präsident Thomas Jefferson bedeutend erweitert, im Jahr 1804 wurde der 12. Verfassungszusatz verabschiedet.
Zwischen 1806 und 1813 war Huger erneut Abgeordneter im Parlament seines Staates. Bei den Kongresswahlen des Jahres 1814 wurde er nochmals für die Legislaturperiode zwischen dem 4. März 1815 und dem 3. März 1817 in den Kongress gewählt. Von 1818 bis 1823 saß er im Senat von South Carolina, dessen Präsident er zwischen 1819 und 1822 war. Benjamin Huger starb am 7. Juli 1823 auf seiner Plantage bei Georgetown.